# 2004 új világörökségi helyszínei
Az UNESCO Világörökség Bizottsága a 2004. június 28. és július 7. között Szucsouban megtartott 28. ülésszakán az alábbi helyszíneket nyilvánította a világörökség részévé:
| | Madriu–Perafita-Claror-völgy |
| Andorra |                              |
| Kulturális (V), |                              |
| Védett terület: 4247 ha, hivatkozás: 1160 |                              |
| A Madriu-Perafita-Claror-völgy kultúrtája bemutatja hogyan éltek a Pireneusok népei az elmúlt ezer évben és hogyan hasznosították a rendelkezésre álló erőforrásokat. A kultúrtáj 42,5 négyzetkilométeren fekszik, ez az ország teljes területének 9%-a. A tájra gleccservölgyek, tavak és kerek völgykatlanok, meredek erdős völgyek, jeges tájak és magasan fekvő legelők jellemzőek. A völgy napjainkig megtartotta középkori szerkezetét és közigazgatását, megőrizte a hegyvidéken élők kultúráját és még jelenleg sem vezetnek hozzá kiépített utak. Az itt élők évszázadokon keresztül pásztorkodó életmódot folytattak. A földek jelenleg is közös tulajdonban vannak, ennek hagyománya a 13. századig vezethető vissza. A világörökségi helyszínhez lakóházak, elkerített legelők, habarcs nélkül rakott kőfalak, teraszos mezők, nyári települések részei, és egy hajdani, a 13. századra datálható olvasztókemence maradványai tartoznak. |                              |

| | A Királyi Kiállítási Épület és a Carlton-kert, Melbourne |
| Ausztrália |                                                          |
| Kulturális (II) |                                                          |
| Védett terület: 26 ha, puffer zóna: 55,26 ha, hivatkozás: 1131 |                                                          |
| A Melbourne-i Carlton-kertben álló Királyi Kiállítási Épületet az 1880-as és az 1888-as világkiállításokra tervezték. Az Ausztrália legfontosabb történeti épületegyüttesei közé tartozó kiállítási csarnokot tégla, fagerenda, acél és pala felhasználásával építették, a terveket a bizánci, a román kori és a reneszánsz építészeti stílusokra alapozták. Ez az egyetlen sértetlenül fennmaradt nemzetközi kiállítási csarnok a korai időkből, építésekor már eleve úgy tervezték, hogy a kiállítás bezárása után is hasznosítani fogják. A kiállításra emelt épületek befolyásolták az adott kor építészetét, a melbourne-i épület kupolája, nagyméretű csarnoka és feltűnő bejáratai még jobban kiemelték a bemutatott technológiai újdonságokat. A Carlton-kert a 19. század vége óta többé-kevésbé megőrizte eredeti formáját, amely széles utcákból, kocsiutakból, virágágyásokból, egy ösvényrendszerből, facsoportokból, kisebb tavakból, szökőkutakból vízesésekből és gyalogutakból áll. Kialakítása jellemző volt a századvég kertépítészetére. |                                                          |

| | Ilulissat-jégfjord |
| Dánia |                    |
| Természeti (VII)(VIII) |                    |
| Védett terület: 399 800 ha, puffer zóna: 64 890 ha, hivatkozás: 1149 |                    |
| Grönland nyugati partján, a sarkkörtől 250 kilométerre északra fekvő Illulisat-jégfjordon keresztül éri el a Sermeq Kujalleq gleccser jege az Atlanti-óceánt. Ez az egyik leggyorsabban mozgó gleccser a világon, naponta körülbelül 20 métert tesz meg. Évente körülbelül 35 köbkilométer jeget termel. Ez a grönlandi jéghegyek 10 százaléka, ezzel az Antarktiszon kívüli legtermékenyebb gleccser. Helyenként 3 000 méter vastag grönlandi jégtakaróból folyik az óceánba, a parton hatalmas jégtömbök szakadnak le róla és dél felé sodródnak. Egy ilyen elsodródott jégtömb okozta a Titanic katasztrófáját. A jéghegyek akár 100 méterrel is a tengerszint fölé magasodhatnak. A jégfjord és a gleccser 250 éve tudományos kutatások tárgya és fontos információforrás a gyorsuló klímaváltozás idején, amikor ezek a kutatások egyre jobban felértékelődnek. A térség 985-től a 18. századig lakott volt, először skandinávok, később felfedezők és az őket követő bálnavadászok éltek itt. A világörökségi helyszínhez az egykori lakosok régészeti hagyatéka is hozzátartozik. |                    |

| | A Cape Floral régió védett területe |
| Dél-afrikai Köztársaság |                                     |
| Természeti (IX)(X) |                                     |
| Védett terület: 1 094 742 ha, puffer zóna: 798 514 ha, hivatkozás: 1007 |                                     |
| Kiterjedéséhez képest Afrika déli csücskén él (az esőerdőket is beleszámítva) a legtöbb növényfaj. A világörökségi helyszínhez tartozó Cape Floral régiót nyolc, összesen 5 530 négyzetkilométernyi védett terület alkotja. A régió Afrika területének fél ezreléke sincs, mégis megtalálható itt a kontinens növényfajainak 20 %-a. 6000 virágos növényének nagy része őshonos. A terület jellemző növényzettípusa a puha lombú vegetáció, amely képes volt alkalmazkodni a mediterrán típusú éghajlathoz és az időszakos tüzekhez is. A növények különböző stratégiákat alkalmaznak amelyek elősegítik a magok elszórását például termeszek segítségével, és a rovarok általi beporzással. A térség a világ növénydiverzitási központjainak egyikeként vált ismertté, a fajgazdagság titka a makro- és mikroélőhelyek váltakozása és sokfélesége. A talajtípusok a durva, homokos, savas, tápanyagszegény talajoktól a lúgos tengeri homokig és az alluviális talajokig terjednek. A térségben eddig több mint húszezer növényfajt azonosítottak, köztük sok endemikus és veszélyeztetett élőlényt is. |                                     |

|                              | Liverpool tengeri kereskedelmi városrészei |
| Egyesült Királyság           |                                            |
| ---                          |                                            |
| ---                          |                                            |
| 2021-ben törölték a listáról |                                            |

| | Kogurjo-síremlékek |
| Észak-Korea |                    |
| Kulturális (I)(II)(III)(IV) |                    |
| Védett terület: 233 ha, puffer zóna: 1701 ha, hivatkozás: 1091 |                    |
| A világörökségi helyszínhez több sírcsoport és egyéni sír, összesen 30 síremlék tartozik. A Phenjanban és környékén található emlékművek az i. e. 37 és i. sz. 668 között fennálló Kogurjo kései periódusából származnak. A birodalom fénykorában Északkelet-Kína és a Koreai-félsziget egyik legerősebb állama volt. Az 5. században kiterjesztette határait, 427-ben a mai Phenjanba helyezte át székhelyét, majd a 7. században alulmaradt a déli Silla királysággal szemben. A koreai kultúra születésekor az uralkodók, valamint családtagjaik és az arisztokrácia számára sírhalmokat emeltek. A sírok, amelyekből Koreában és Kínában eddig több mint tízezret fedeztek fel, szinte az egyetlen emlékei ennek a kultúrának. A néhányat közülük falfestményekkel díszítettek, ezekből eddig mintegy hetven ismert, ebből harminc Korea területén. A falképek betekintést engednek a korszak hétköznapjaiba, a konfucionista és a buddhista kultúrába. A Kogurjo Birodalom temetkezési szokásai nagy hatással voltak a régió civilizációira, többek között Japánra. |                    |

| | Csampáner–Pávágarh Régészeti Park |
| India |                                   |
| Kulturális (III)(IV)(V)(VI) |                                   |
| Védett terület: 1 328,89 ha, puffer zóna: 2 911,74 ha, hivatkozás: 1101 |                                   |
| Az elhagyott város, Csampáner a Pávágarh-hegység lábánál fekszik. Egykor az egyik Csauhán rádzsput dinasztia székhelye volt. A Gudzsarát államban található részben feltárt és helyreállított város rézkori emlékek mellett egy hindu és egy iszlám város maradványait rejti. Egy csoport muszlim, hindu és dzsain szentélyt található a lelőhelyen, valamint egy régi erőd romjai is. Területén többek között bonyolult faragványokkal ékes mecsetek, síremlékek, pompás iszlám kalligráfiát felvonultató kapuzatok maradtak fenn a 14. századból. Hindu eredetű a kapukkal tagolt külső városfal és egy nyári lak maradványa, a hegytetőn álló hindu szentélyre később egy mecsetet emeltek. Legszebb muszlim épülete a Dzsama Maszdzsid (Péntek-mecset). Az egykori Gudzsaráti Szultanatushoz tartozó Csampáner épületei egyesítik a hindu és iszlám építészet stíluselemeit. A 820 m magas Pávágarh-hegy tetején lévő Pávágarh-erőd Csampánertől 4 km-re délnyugatra fekszik. A hegyre felfelé vezető úton állnak a Csauhán királyok hétemeletes palotájának, a Szát Mahalnak a romjai. |                                   |

| | Cshatrapati Sívádzsi pályaudvar |
| India |                                 |
| Kulturális (II)(IV) |                                 |
| Védett terület: 2,85 ha, puffer zóna: 90,21 ha, hivatkozás: 945 |                                 |
| Cshatrapati Sívádzsi pályaudvar India legforgalmasabb vasúti fejpályaudvara Mumbaiban. Az ország 16 vasúti zónájából ez bonyolítja a legnagyobb forgalmat. Mumbai több elővárosi vonala is itt halad át, ami a távolsági vonatok mellett a forgalom zömét adja. Építését 1878-ban kezdték és 1887-ben avatták fel. A pályaudvar a 19. század végi brit vasúti építészetnek egyik remekműve, a viktoriánus neogótikus építészet egyik legfontosabb alkotása. A korábban Viktória-pályaudvar néven ismert épületen brit építészek indiai szakemberekkel dolgoztak együtt. Később Csatrapati Szivádzsiról nevezték el, aki egy, a mogulok ellen harcoló hadúr volt a 17. században. Terveit Frederick William Stevens brit építész készítette a londoni San Pancras pályaudvart mintájára. A neogótikus stílusú pályaudvar kupoláival, tornyaival, csúcsíveivel oszlopaival, minaretjeivel, különleges alaprajzával a két kultúra találkozásának egyik legfontosabb alkotása, a „gótikus városnak” nevezett Mumbai egyik jelképévé vált. Az épület alapanyaga homokkő és mészkő, belső termeinek díszítéséhez többek között márványt is használtak. |                                 |

| | Szumátra trópusi esőerdei |
| Indonézia |                           |
| Veszélyeztetett világörökségi helyszínek listájára került: 2011 |                           |
| Természeti (VII)(IX)(X) |                           |
| Védett terület: 2 595 124 ha, hivatkozás: 1167 |                           |
| A helyszín három nemzeti parkot foglal magába Szumátra szigetén: az északon fekvő Gunung Leuser Nemzeti Parkot, a középen található Kerinci Seblat Nemzeti Parkot és a sziget déli részén fekvő Bukit Barisan Selatan Nemzeti Parkot. Ezt a trópusi erdei örökséget azért választották ki, mert itt az erdők jelentős, érintetlen területe található Szumátrán, továbbá a biológiai sokféleség és az alföldi és a hegyi őserdők jelenléte miatt. Ennek a térségnek van a legnagyobb esélye arra, hogy hosszú távon megőrizze Szumátra különleges faji sokszínűségét. Eddig körülbelül tízezer növényfajt azonosítottak a területen, ez Szumátra összes növényfajának fele. Itt élnek a világ legnagyobb virágai a óriás bűzvirág és a titánbuzogány is. Változatos állatvilágának egy része még még besorolásra vár. Emlősből eddig több mint kétszázfélét, a madarak közül 580 félét figyeltek meg az esőerdő területén. A madarak közül 21 faj őshonos itt, az emlősök között 22 ázsiai eredetű és nem található meg máshol a szigetvilágban, 15 pedig csak az indonéziai térségben él. A terület legismertebb élőlénye a veszélyeztetett orangután. A nemzeti park geológiai alakzatokban is bővelkedik, tűzhányók, vízesések és barlangok tagolják a tájat. Illegális fakitermelés, orvvadászat és mezőgazdasági célokra használt területek növekedése miatt a helyszín 2011-ben felkerült a Veszélyeztetett világörökségi helyszínek listájára |                           |

| | Bam fellegvára és a környező kultúrtáj |
| Irán |                                        |
| Kulturális (I)(III)(IV)(V) |                                        |
| Hivatkozás: 1208 |                                        |
| Bam a Lut-sivatag szélén az Iráni-fennsík déli peremén fekszik. Az Ázsiát átszelő kereskedelmi útvonalak egyik csomópontjában található települést az akhaimenida időkben, valamikor az i. e. 6-4. században alapították. Egy oázis mellett épült fel, vízzel egy föld alatti öntözőrendszerrel látták el, amit az elsők között építettek ki az országban. Történelme során többször is elnéptelenedett, majd 642-ben arabok foglalták el. Virágkorát a 7. és a 10. század között élte, az itt készült jó minőségű szőttesekről volt híres. Bevehetetlennek tartott sárrétegekből készült középkori erődje a 10. században épült. A világörökségi helyszínhez a történelmi városrész tartozik az erőddel, ennek belsejében egykor bazárok, mecsetek, egy karavánszeráj, lakónegyedek és hivatalok álltak. A település egy 2003-as pusztító földrengésben súlyosan károsodott, a történelmi városrész romba dőlt, újjáépítése azóta is (2019) tart. |                                        |

| | Paszargadai |
| Irán |             |
| Kulturális (I)(II)(III)(IV) |             |
| Védett terület: 159,6 ha, puffer zóna: 7 126,97 ha, hivatkozás: 1106 |             |
| A mai Fársz tartományban fekvő Paszargadai volt az Akhaimenida Birodalom első királyi székhelye, az első nyugat-ázsiai multikulturális birodalom fővárosa. A romvároshoz II. Kürosz mauzóleuma mellett monumentális kapuk, paloták, kertek, egy erődített terasz, egy királyi fogadócsarnok, tűztemplom, oltárok és egy palota maradványai tartoznak. Az 1,6 négyzetkilométeres védett terület az akhaimenida művészet és építészet egyik legjelentősebb alkotása. A várost II. (Nagy) Kürosz parancsára kezdték építeni a Morghab-síkságon, ahol i. e. 550-ben legyőzte Asztüagész méd királyt. Ő rendelte le a hatlépcsős alapon álló, fehér mészkőből készült szögletes, nyeregtetős mauzóleumának építését, de befejezésére csak utóda II. Kambüszész uralkodása alatt került sor. Paszargadai csak rövid ideig volt a birodalom fővárosa, i. e. 520-tól Perszepolisz lett az új székhely és ekkortól Paszargadai fénykora véget ért. |             |

| | Þingvellir Nemzeti Park |
| Izland |                         |
| Kulturális (III)(VI) |                         |
| Védett terület: 9 270 ha, hivatkozás: 1152 |                         |
| Az Izland délnyugati részén található nemzeti park történelmi és szimbolikus jelentősége egyaránt fontos. Az európai és amerikai kőzetlemezek töréspontján fekvő területet 1928-ban nyilvánították nemzeti parkká. A park a hideg övi tundrára jellemző növényvilágnak ad otthont. Itt volt a helyszíne annak a gyűlésnek, amelyen minden szabad férfi részt vehetett. Az évente két hétig tartó összejövetelen törvényeket hoztak, vitákat rendeztek el és az egész országot érintő kérdésekről határoztak, ezek közül a legjelentősebb a kereszténység felvétele volt 1000 körül. A gyűlések 930 és 1798 között zajlottak, de a hely ezután is megőrizte szimbolikus jelentőségét, ennek következtében 1944-ben itt kiáltották ki a független Izlandi Köztársaságot. A világörökségi helyszín fontos része az Almaannagjá „Minden Férfiak Szurdoka”, ahol a meredek sziklafalak torzítás mentesen verték vissza a beszélők hangját. Ezen kívül hozzá tartozik a Thingvallavatn-tó, és körülbelül ötven tőzegből és kőből épített fülke. A feltételezések szerint a föld alatt eddig fel nem tárt 10. századi maradványok lehetnek. A területen egy évezreden keresztül földművelést is folytattak, ennek 18. és 19. századi emlékei mai is felismerhetőek. |                         |

| | A Kii-hegység szent helyei és zarándokútjai |
| Japán |                                             |
| Kulturális (I)(II)(IV)(VI) |                                             |
| Védett terület: 506,4 ha, puffer zóna: 12 100 ha, hivatkozás: 1142 |                                             |
| A Honsú-szigeten lévő Kii-félsziget már ezerkétszáz éve zarándokhely, a sűrű erdőkben található szent helyek templomokból, kolostorokból, patakokból, folyókból vízesésekből, fenyő- és cédruserdőkből állnak. A térségben keverednek a sintoizmus és a buddhizmus stíluselemei és ma is fontos szerepet tölt be a japán kultúrában. Három szent körzetből áll mindegyikben kegyhelyek találhatók, a legrégebbi épületei a 9. századból származnak. A térségben a természeti erők tisztelete ötvöződött a sintoista és buddhista hagyományokkal. A helyet zarándokutak kötik össze az egykori fővárosokkal Narával és Kiotóval. A műemlékek egy öt négyzetkilométeres területen szóródnak szét. Az ezerkétszáz éves hagyományok kivételesen jól dokumentáltak. A három szent helyet (Josino és Ómine, valamint a Kója-hegy) zarándokok és kirándulók is felkeresik, a látogatók éves száma elérheti a tizenöt milliót is. |                                             |

| | Umm er-Raszász |
| Jordánia |                |
| Kulturális (I)(IV)(VI) |                |
| Védett terület: 90 ha, hivatkozás: 1093 |                |
| Umm er-Raszász egy római katonai tábor volt, amelyik az 5. században várossá fejlődött. Évszázadokkal ezelőtt a terület csapadékosabb volt, ennek bizonyítéka, hogy mezőgazdasági tevékenység nyomait mutatták ki. A Holt-tengertől keletre fekvő régészeti lelőhelynek még csak egy kis részét tárták fel. Maradványai a 3. és a 9. század közé datálhatók, római, bizánci és korai iszlám stílusú emlékeket foglalnak magukba, köztük tizenhat templomot és a római kori tábort. A templomok egy részének mozaikpadlója is fennmaradt, köztük legjelentősebb a Szent István-templom díszítése. A padló egy felirat szerint 756-ban készült, a növényi, valamint az állatmotívumokon kívül a térség „térképe” is szerepel rajta, palesztin, jordániai, és egyiptomi városok ábrázolásával. A városok között szerepel Madaba és Amman is, ez arra utalhat, hogy Jordániának ez a része eredetileg keresztény terület volt, de ekkorra az omajjádok már meghonosították az iszlám vallást a régióban. A lelőhely jellegzetessége még két torony, amelyek a sztilita aszketikus szerzetesekhez köthetők, akik elzárták magukat a világtól és életük egy részét ilyen oszlopok vagy tornyok tetején élték le. |                |

| | Tamgali régészeti területe és a petroglifák (barlangrajzok) |
| Kazahsztán |                                                             |
| Kulturális (III) |                                                             |
| Védett terület: 900 ha, puffer zóna: 2 900 ha, hivatkozás: 1145 |                                                             |
| Az Északi-Tien-san hegységben Tamgali közelében negyvennyolc csoportban több mint ötezer rajzot véstek a sziklákra. A sziklarajzok (petroglifák) öt korszakban készültek, az i. e. 2. évezred közepétől a 20. századig. A rajzok települések, temetkezési helyek maradványai mellett egy 10 kilométer sugarú körön belül helyezkednek el a negyvennyolc régészeti területen. A rajzok nagy része pásztorkodó népek életformáját és társadalmi berendezkedését jeleníti meg, állatok háziasítását, vadászatot, szertartásokat. A legkorábbi vésetek kezdetlegesek, napisteneket és állatformájú lényeket ábrázolnak. A legnagyobb sziklarajzok egy szurdokban találhatók oltároknak tartott maradványokkal együtt, így feltételezhető, hogy ezen a helyen szertartásokat folytattak. A középkorra datálható rajzok között feltűnik egy istenalak is, de nem egyértelmű, hogy a Buddha vagy Siva ábrázolásáról van-e szó. A településmaradványok több rétegűek, ez huzamosabb ideig tartó fennállásról tanúskodik, ezek a rétegek azonban idegen megszállás jeleit is mutatják. Az ásatások során többféle síremléket is feltártak, kövekkel elzárt urna- és dobozsírokat a bronzkorból, valamint földhalmokat, úgynevezett kurgánokat a korai vaskortól napjainkig. |                                                             |

| | Az ókori Kogurjo Királyság fővárosai és királyi síremlékei |
| Kína |                                                            |
| Kulturális (I)(II)(III)(IV)(V) |                                                            |
| Védett terület: 4 164,85 ha, puffer zóna: 14 142,44 ha, hivatkozás: 1135 |                                                            |
| Kogurjo a régi Korea három királyságának egyike volt az i. e. 1. századtól az i. sz. 7. századig. Fénykorában a mai Kína területének egyes részei is a fennhatósága alá tartozott. A világörökségi helyszín a királyság három, jelenleg még csak részlegesen feltárt városának (Vunu-hegy városa, Kuonej, Vantu-hegy városa) maradványaiból és negyven síremlékből áll. A terület az eltűnt kogurjo-civilizáció egyik kivételes emléke. A negyven sír közül tizennégy királysír található, a többi nemesek számára épült. Egyes sírok nagy súlyt megtartó mennyezetének kialakítása komoly mérnöki teljesítmény volt mivel oszlopok nélkül is sikeresen hidaltak át nagyobb távolságokat is. A sírokat kövekkel vagy földdel borították, a földalatti sírkamrák falait festményekkel díszítették. Városaik kialakítása később mintául szolgált a környező településeknek, síremlék-építészetüket viszont erősen befolyásolták a közeli kulturális hatások. Kuonej egyfajta második főváros szerepét töltötte be a birodalomban, Vunu-hegy városa csak kevéssé ismert, Vantu-hegy városa területén viszont a síremlékek mellett egy jelentős palota maradványai is előkerültek. |                                                            |

| | Muskaui park / Park Muzakowski |
| Lengyelország és Németország Közös világörökségi helyszíne |                                |
| Kulturális (I)(IV) |                                |
| Védett terület: 348 ha, puffer zóna: 1 204,6 ha, hivatkozás: 1127 |                                |
| A parkot a Neisse folyó mindkét partján Hermann von Pückler-Muskau herceg hozta létre 1815 és 1844 között. A környező megművelt földekbe észrevétlenül beolvadó park a tájtervezés egy újfajta formája volt, facsoportok, rétek és virágágyások együtteséből áll. A II. világháborút követően egy része Lengyelországhoz másik része Németországhoz került, így a két ország közös világörökségi helyszíne. A környékhez tartozik egy újjáépített kastély, több híd és egy arborétum. A korabeli parkokkal ellentétben nem akart egzotikus hatást kelteni, növényzete nagy része európai fajokból áll. Egy helyreállított kettős híd mostanra összeköti a korábban Vasfüggönnyel elválasztott elválasztott két részét. A német oldalhoz tartozik a kastély parkja, a fürdők parkja, a hegyi park, míg a lengyel oldalhoz a felső park és az arborétum. A park épületei a régi és új kastély, az üvegház, a trópusi ház és egy a tájba harmonikusan illeszkedő templomrom. Szenvedélyes tájkertépítő alapítója hosszabb időt töltött el Angliában, ahol a hagyományos angolkertek nagy hatást tettek rá, alkotása befolyásolta Európa és Amerika tájépítészetét. Németország és Lengyelország határon átnyúló közös munkája a park gondozásában és az épületek állagmegóvásában példa értékűnek számít. |                                |

| | Kernavé régészeti területe |
| Litvánia |                            |
| Kulturális (III)(IV) |                            |
| Védett terület: 194,4 ha, puffer zóna: 2 455,2 ha, hivatkozás: 1137 |                            |
| Kernavé régészeti területén tízezer éves időintervallumból tártak fel leleteket. A legkorábbi emlékek a kőkorból valók, a legfiatalabbak a középkorra datálhatók. A régészeti helyszín kétszáz hektáron terül el és magába foglalja Kernavé városát is. A feljegyzésekben először 1279-ben említett, a középkorban jelentős települést Litvánia első fővárosának tartják. A 14. században teuton lovagok törtek be a területre, a város ekkor komoly károkat szenvedett, de egészen a modern időkig használatban maradt. A helyszínhez a városon kívül dombokra épített erődítmények romjai, meg nem erősített települések maradványai és temetkezési helyek tartoznak. A térségben a korai földművelés nyomait is kimutatták, az erődítmények egy kiterjedt védelmi vonal elemei voltak. Temetkezési helyüket a városon kívül egy domb tetején alakították ki. Temetkezési szokásaik figyelemre méltóak ezek közül az egyik, hogy balzsamozó vásznakat is használtak. Ez Litvánia, az utolsó pogány európai állam és a szomszédos keresztény országok hagyományainak egymásra való hatását mutatja. |                            |

| | Aszkia síremléke |
| Mali |                  |
| A veszélyeztetett világörökségi helyszínek listájára került: 2012 |                  |
| Kulturális (II)(III)(IV) |                  |
| Védett terület: 4,24 ha, puffer zóna: 82,7 ha, hivatkozás: 1139 |                  |
| Aszkia 17 méter magas, piramis szerkezetű sírját 1495-ben Aszkia Muhammad szongai uralkodó részére építették Mali északkeleti részén, a birodalom fővárosában, Gaóban. A településen ez az egyetlen fennmaradt emlék a Szongai Birodalom korából, ami kisebb megszakításokkal a 7. századtól a 16. századig állt fenn. A sír építtetője az Aszkia-dinasztia megalapítója, Aszkia Muhammad eredetileg az 1464-től 1492-ig uralkodó Szunni Ali hadvezére volt, akinek halála után Aszkia Muhammad magához ragadta a hatalmat. Aszkia az uralkodása alatt államvallássá tette az iszlámot. A birodalom a 15. és a 16. században élte virágkorát, ekkor a Marokkóval, Arábiával, Indiával és Kínával folytatott kereskedelem hasznából jelentős vagyonokat halmoztak fel. A sír a Száhel-övezetre jellemző agyagépítészet egyik kiemelkedő példája. Piramis alakja az egyiptomi piramisokat utánozza. A hagyomány szerint az uralkodó járt Egyiptomban, ahol lenyűgözték az ókorban emelt piramisok, ezért készíttetett magának is hasonló alakú síremléket. |                  |

| | Mazagan (el-Dzsadída) portugál városa |
| Marokkó |                                       |
| Kulturális (II)(IV) |                                       |
| Védett terület: 7,5 ha, hivatkozás: 1058 |                                       |
| Mazagan a portugál felfedezők egyik korai nyugat-afrikai települése volt az India felé vezető úton. 1500 körül indult fejlődésnek, amikor egy erődöt építettek itt. Az évszázadok során a támadások miatt folyamatosan bővítették, bástyái és tornyai a reneszánsz katonai építészet darabjai. A marokkóiak 1769-ben elfoglalták és kifosztották. Ezek után arab népcsoportok és zsidó bevándorlók telepedtek meg benne és a város újra növekedésnek indult. A 19. századi újabb építkezési hullámban mecseteket, zsinagógákat, templomokat, kereskedő-palotákat emeltek. A kozmopolita település városfalai és négy bástyája (az Angyal-, a Szent Sebestyén-, a Szent Antal-, és a Szentlélek-bástya) épségben maradt fenn, az ötödik, a Kormányzó-bástya romokban áll. Az erődítményen belül található a régi portugál ciszterna, a mánuel stílusban épült Mária Mennybemenetele-templom és a Praça Terreiro tér mellette egy 19. századi mecsettel, amelynek átalakított minaretje eredetileg a ciszterna része volt. A városban felismerhető az európai és a marokkói kultúra kölcsönhatása, az óváros ma is őrzi európai jellegzetességét. |                                       |

| | Luis Barragán-ház és -műterem |
| Mexikó |                               |
| Kulturális (I)(II) |                               |
| Védett terület: 0,11 ha, puffer zóna: 22,94 ha, hivatkozás: 1136 |                               |
| Az 1902-ben született Luis Barragán a 20. század egyik legkiemelkedőbb építésze volt. Házát és egyben stúdióját Mexikóváros kertvárosi részében építette fel. Munkásságára legfőképpen Észak-Afrika építészete, Mexikó népi hagyományai és az amerikai minimalizmus hatottak. Az 1948-ban épült ház egy háromszintes 1161 négyzetméteres betonépület egy kis kerttel körbevéve. Eredetileg megrendelésre építette, de megtartotta magának és 1988-ban bekövetkezett haláláig itt élt és dolgozott. Az épületre, ami legismertebb alkotásai közé tartozik a világos színek jellemzőek valamint a kifinomult fény- és árnyékhatások és a helyiségek szokatlan elrendezése. Stílusára alapvető geometriai formák jellemzőek és kialakításukhoz természetes eredetű alkotóelemeket is felhasznált. Barragán önmagát elsősorban tájépítésznek tartotta, stílusa főleg kortárs kertek, közterek tervezésére volt nagy hatással. |                               |

| | Orhon-völgy kultúrtáj |
| Mongólia |                       |
| Kulturális (II)(III)(IV) |                       |
| Védett terület: 121 967 ha, puffer zóna: 61 044 ha, hivatkozás: 1081 |                       |
| A kultúrtáj az Ohron-folyó mindkét oldalán elterülő nagy kiterjedésű legelőket, valamint a Karakorum környéki régészeti leleteket foglalja magába. A mezőkön jelenleg is pásztorkodással foglalkozó nomád csoportok élnek. Területen tanulmányozhatók a pásztorkodásból élők és a településeken lakók egymásra gyakorolt hatása és kapcsolatrendszere. A legkorábbi feltárt emlékek a 6. századra datálhatók, ekkor itt jött létre Közép-Ázsia nagy területeinek politikai központja. Az ásatások során többek között arany ékszerek és pecsétnyomók kerültek elő. Karakorum leginkább a 13. és a 14. században virágzott, amikor Dzsingisz kán utódainak fővárosa volt és innen kormányozták a birodalmat. Ebből a térségből terjedt el a tibeti buddhizmus mongol formája is. A vallási építészet kiemelkedő példája az Erdeni-dzú-kolostor, amelyet 16. század végén kezdtek el építeni és fénykorában tízezer szerzetesnek adott otthont. A kultúrtájon található műemlékek összessége arra utal, hogy a térség komoly adminisztratív és vallási szerepet játszott Közép-Ázsia történelmében. |                       |

|                              | Az Elba-völgy drezdai szakasza |
| Németország                  |                                |
| ---                          |                                |
| 2009-ben törölték a listáról |                                |

| | Városháza és Roland-oszlop |
| Németország |                            |
| Kulturális (III)(IV)(VI) |                            |
| Védett terület: 0,28 ha, puffer zóna: 376 ha, hivatkozás: 1087 |                            |
| A brémai városháza és a Roland-oszlop a Hanza-szövetség fejlődését reprezentálja, melynek a város 1358-tól volt tagja. A városháza és az oszlop kiemelkedő műemlékegyüttes a születő polgári autonómia és a szabad piac jelképei. Előbbi a település fellendülését és a szövetségben elfoglal helyét tükrözi. A 15. század elején gótikus stílusban épült és a 17. század elején az ún. Weser-reneszánsz stílusában renoválták. Alsó terme megőrizte eredeti, gótikus stílusjegyeit, a felsőbb szinteken már a reneszánsz építészeti formái láthatók. A régi mellé épült az új városháza ami szintén az épületegyüttes részét képezi és szerencsésen túlélte a második világháborús bombázást. Ebben a reneszánsz épületrészben található az Aranyszoba ami a bálterem egy része volt és egyben bizalmas megbeszélések helyszíne is. Roland a középkori Európa legendás alakja volt, a Nagy Károlyhoz köthető „Roland-ének” hőse. Majdnem hat méter magas szobra 1404 óta áll a városháza előtt egy korábbi faszobor helyén. Az ország legrégebbi Roland-szobrának tartják ami még a helyén áll, a középkor végén a város függetlenségének a jelképe lett. |                            |

| | Vegaøyan – A Vega-szigetvilág |
| Norvégia |                               |
| Kulturális (V) |                               |
| Védett terület: 107 294 ha, puffer zóna: 28 952 ha, hivatkozás: 1143 |                               |
| Az északi sarkkörtől kissé délre található Vega-szigetcsoport több kis sziget együttese, amelyek a fősziget, a Vega körül helyezkednek el. Az utolsó jégkorszak után körülbelül tízezer évvel ezelőtt visszahúzódott a jégtakaró és lehetővé vált a halászat, valamint a helyi állatpopuláció vadászata. A világörökségi helyszínhez tartozó több mint ezer négyzetkilométeres területnek a szigetcsoport csak egy töredékét foglalja el. A helyi lakosok 1500 éven keresztül halászatból és a pehelyréce könnyű, a fészkük bélelésére használt pihéinek begyűjtéséből éltek. A szigetek már a kőkorszakban is lakottak voltak, az i. sz. 9. századra a pehelybegyűjtés vált az egyik fő bevételi forrásukká, ami jövedelmük egyharmadát alkotta. A térségben fenntartható gazdaság fejlődött ki, ennek jelei a halászfalvak, a raktárak, a rakpartok, a pehelyházak, a gazdasági területek és a világítótornyok. A pehelyrécék élőhelyét kerítésekkel vették körül, végül háziasították a vadon élő állatokat. Jelenleg halászattal már kevesebben foglalkoznak, de néhányan még őrzik a hagyományokat. Az összegyűjtött lúdpehely napjainkban is a textilipar egyik alapanyaga, ruhabélésként és takarókhoz használják. |                               |

| | Cerveteri és Tarquinia etruszk nekropoliszai |
| Olaszország |                                              |
| Kulturális (I)(III)(IV) |                                              |
| Védett terület: 326,93 ha, puffer zóna: 4 932,11 ha, hivatkozás: 1158 |                                              |
| Cerveteri és Tarquinia i. e. 9. és i. e. 1. század között használt nekropoliszai az etruszkok leghíresebb régészeti emlékei közé tartoznak. A két temető eltérő jellegű, Cerveteriben a temetkezési helyeket sírdombokkal fedték le, míg Tarquiniában kőbe vésték a sírkamrákat. Cerveteri Banditaccia néven is ismert temetőjében a síremlékeket úgy alakították ki, hogy hasonlítsanak az elhunytak egykori lakóhelyéhez, ágyakat, asztalokat, padokat véstek ki a tufából. A nagy kiterjedésű nekropolisz emlékműveit utak, terek választják el egymástól, a temetőnek így egyfajta városjellege van. Tarquinia Monterozzi nevű temetője festett sírjairól híres. A mintegy hatezer sír közül eddig kétszáz festett sírt találtak, a legrégebbiek az i. e. 7. századra datálhatók. A freskókon görög hatás figyelhető meg, az ábrázolt jelenetek a felsőbb osztályok életét (lakoma, tánc, vadászjelenetek) mutatják be. A temetők egyedülálló emlékei az etruszk kultúrának a lakosok mindennapi életének, szertartásainak és hiedelemvilágának. Ezen kívül annak a bizonyítékai, hogy egy viszonylag kis területen belül mennyire különböző temetkezési szokások alakultak ki. |                                              |

| | Val d’Orcia |
| Olaszország |             |
| Kulturális (IV)(VI) |             |
| Védett terület: 61 187,96 ha, puffer zóna: 5 660,1 ha, hivatkozás: 1026 |             |
| Val d'Orcia egy mesterségesen kialakított reneszánsz táj Sienától huszonöt kilométerre. A hatékony mezőgazdasági területet a város kereskedőinek kezdeményezésére alakították ki a 14. és a 15. században, hogy bemutassa az Ambrogio Lorenzetti freskóján is látható „Jó kormányzás” eszméjét. Az esztétikailag is szép táj több sienai festőt is megihletett. Az emberi alkotásként is felfogható tájat erődített települések egészítik ki. A táj jellegzetességei feltűnő pontokon álló farmépületei, amelyeket loggiákkal, tornácokkal és hozzájuk vezető fasorokkal egészítettek ki. A világörökségi helyszín sok elemből áll, hozzá tartozik Pienza, Radicofani, Montalcino, Castiglione d’Orcia, Castelnuovo Berardenga, a Santiago de Compostelába vezető zarándokút egy része (a Via Francigena egy szakasza templomokkal, kápolnákkal, fogadókkal, hidakkal, utakkal) ezen kívül a kúpszerű dombokra épült erődített települések. A tájról készült festmények jelentősen hatottak tájképfestészet azon ágára ahol az ideális tájat próbálták megjeleníteni. |             |

| | Vrangel-sziget és környezete természeti rendszere |
| Oroszország |                                                   |
| Kulturális (IX)(X) |                                                   |
| Védett terület: 1 916 300 ha, puffer zóna: 3 745 300 ha, hivatkozás: 1023 |                                                   |
| A helyszínhez a Csukcs-félszigettől északra fekvő 7607 négyzetkilométeres Vrangel-sziget, a 11 négyzetkilométeres Herald-sziget és a környező vízterület tartozik. A hegyvidékes tájnak köszönhetően a terület a jégkorszak idején nem jegesedett el teljesen, ennek következtében élővilága az átlagosnál gazdagabb fajokban és fennmaradtak máshol kihalt növény- és állatfajok is. A területen 417 edényes növényfajt dokumentáltak ez kétszerese a hasonló térségek fajszámának. Vannak köztük hibridek és endemikus fajok is. A helyszínen található a csendes-óceáni területek legnagyobb rozmárpopulációja, fontos táplálkozási helye a Mexikó vizeiből idevándorló szürke bálnáknak, ezen kívül a jegesmedve és a pézsmatulok kedvelt élőhelye is. A térség veszélyeztetett vándormadarak legészakibb fészkelőhelye, gyakori állata a rénszarvas és az örvöslemming is. Az itteni emberi jelenlét legkorábbi nyomai a neolitikumra datálhatók, az itt élők fő vadászzsákmánya a gyapjas mamut volt. |                                                   |

| | A Novogyevicsij-kolostor épületegyüttese |
| Oroszország |                                          |
| Kulturális (I)(IV)(VI) |                                          |
| Védett terület: 5,18 ha, puffer zóna: 47 ha, hivatkozás: 1097 |                                          |
| A Moszkvát körülvevő kolostorgyűrű egyik tagja az azonos nevű folyó partján áll. Az épületegyüttest III. Vaszilij moszkvai nagyfejedelem alapította a 16. század első harmadában. Ebből a korból származó főtemplomát és a 17. század második felében befejezett többi épületét egy tizenkét toronnyal megerősített magas fal veszi körbe. A helyi barokk építészet egyik legszebb alkotása, ezen kívül jelentős festmény- és műkincsgyűjteménnyel is rendelkezik. Az 1525 körül befejezett főtemplomot a Szmolenszki Istenanya ikon tiszteletére szentelték. A háromapszisos ötkupolás négyzetbe írt görög kereszt alaprajzú templom szerkezete és díszítése is jó állapotban maradt meg, festményei orosz uralkodókat, bibliai jeleneteket, valamint a bizánci történelem fontos eseményeit ábrázolják. Az ikonosztáz 1685 körül készült el. A kolostor szorosan kötődött a moszkvai Kremlhez, itt éltek a cári család és az arisztokrácia egyes nőtagjai is. |                                          |

| | Pico-sziget, borvidék, kultúrtáj |
| Portugália |                                  |
| Kulturális (III)(V) |                                  |
| Védett terület: 987 ha, puffer zóna: 1 924 ha, hivatkozás: 1117 |                                  |
| Az Azori-szigetekhez tartozó Pico-szigeten a 15. század óta termesztenek szőlőt, ez legjobb állapotban megmaradt része egy korábban sokkal kiterjedtebb borvidéknek. A szigetnek, amelyet a 2351 méter magas Ponta do Pico ural a mezőgazdaság a legfőbb bevételi forrása. A termékeny talajnak és a kedvező klímának köszönhetően már az első portugál telepesek ideje óta folytatnak is szőlőtermelést. A ma is látható ember alkotta táj sok generáció munkájáról tanúskodik akik főleg az északnyugati partvidéken kisméretű, fallal bekerített „currais”-nak nevezett parcellákat alakítottak ki, hogy a szőlőt megvédjék az erős széltől és a sós vízpermettől. A habarcs nélkül rakott kőfalak teljesen behálózzák a sziget ültetvényeit. Az itt termelt verdelho szőlő alkoholtartalmát, akárcsak a többi madeirai borét 16-18 százalékra növelik. A szőlőültetvényeken kívül a kultúrtájhoz tartoznak még alkotóinak szépérzékéről tanúskodó udvarházak, pincék, kutak, templomok és kikötők is. |                                  |

| | Piton-hegyek |
| Saint Lucia |              |
| Természeti (VII)(VIII) |              |
| Védett terület: 2 909 ha, hivatkozás: 1161 |              |
| A Piton-hegyek a sziget délnyugati végében emelkednek ki a tengerből. A két kúp alakú, a Piton Mitan hegygerinccel összekötött vulkanikus hegycsúcs összesen egy négy kilométer átmérőjű alapon nyugszik. A magasabb hegy, a Gros Piton (Nagy Piton) 770 méter, az alacsonyabb, Petit Piton (Kis Piton) 743 méter magas. A két hegycsúcs egy vulkánegyüttes része, amely egy vagy több beomlott rétegvulkán maradványaiból áll. A hegyek víz alatt elterülő részének 60%-át korallok borították, de ennek nagy része áldozatul esett az 1999-es Lenny hurrikán pusztításának. Jelenleg a zónában halászati tilalom van érvényben, ez segíti a korallok regenerálódását. A hegyek körüli vizek a Karib-tenger halban leggazdagabb területei közé tartozik. Változatos élővilágából eddig 170 hal-, 60 medúza-, 14 szivacs, 11 tüskésbőrű , 8 gyűrűsféreg és 15 ízeltlábú fajt azonosítottak. A szárazföldön trópusi esőerdők és trópusi száraz erdők kis térségei váltakoznak, és számos endemikus vagy ritka növénynek adnak otthont. A Gros Piton-hegyen eddig 150 növényfajt azonosítottak, a Petite Piton pedig 100 növényfaj otthona. A hegyeken megtalálható mintegy 30 madárfaj közül 5 csak itt él. |              |

| | Varberg Rádióállomás |
| Svédország |                      |
| Kulturális (II)(IV) |                      |
| Védett terület: 109,09 ha, puffer zóna: 3 854 ha, hivatkozás: 1134 |                      |
| A Varberg rádióállomás 1922 és 1924 között épült a Svédország déli részén található Grimetonban. A hely kiválasztásának fő szempontja volt, hogy olyan nyílt terepen álljon ahonnan a rádióhullámok akadálytalanul elérik New Yorkot. Az 1924 és 1960 között üzemelő rádióállomás a korai transzatlanti vezeték nélküli kommunikáció egyik legjobb állapotban megőrzött emléke. Legfontosabb része a Ernst Alexander által megépített váltóáramú generátor. Az antennarendszer hat 127 méter magas acéltoronyból áll, ekkor ezek voltak Svédország legmagasabb építményei. Az állomás teljes területe több mint egy négyzetkilométert foglal el, itt találhatók a tornyok, a rövidhullámú rádióadók és antennáik, valamint a személyzet számára kialakított lakónegyedek. Bár a rádióállomás egészét nem használják a berendezést működőképes állapotban tartják. 1997-óta egy részét megnyitották a nagyközönség számára, egyes eszközeit jelenleg is a svéd haditengerészet használja. |                      |

| | Koszovó középkori műemlékei |
| Szerbia |                             |
| A veszélyeztetett világörökségi helyszínek listájára került: 2006 |                             |
| Kulturális (II)(III)(IV) |                             |
| Védett terület: 2,88 ha, puffer zóna: 115,38 ha, hivatkozás: 724 |                             |
| A korábban Dečani kolostor nevű világörökségi helyszínt 2006-ban két másik kolostorral és egy templommal egészítették ki, így most a Koszovó középkori műemlékei néven ismert helyszínhez tartozik a peći és a gračanicai kolostor, valamint a ljevisai Szent Szűz-templom is. Jellegzetes falfestményeik a 13. és a 17. század között készültek. A középkori szerb művészet egyesítette a keleti bizánci és a nyugati latin elemeket. építészete a 14. században érte el csúcspontját, ennek kiemelkedő példája a század közepén épített Dečani-kolostor. A román és gótikus stílusba épített öthajós templom belsejében több mint ezer szentábrázolás maradt fenn ami a teljes bizánci ikonográfiát lefedi. Itt található az alapító Stefan Decanski, más néven III. István Uroš szerb király mauzóleuma is. A templom kincstárában mintegy hatvan a 14. és a 17. század között festett ikont és számos értékes tárgyat őriznek. A gračanicai-kolostor legfőbb nevezetessége II. István Uroš udvari festőinek Mikhael Asztrapasznak és Eutikhiosznak falképei. A peći kolostor három összetartozó templomból áll, köztük a Szent Apostolok-templomában található 13. századi freskók egyedi és monumentális stílusban készültek. A ljelsavi Szent Szűz-templom falait a 14. század elején díszítették falfestményekkel, amelyek úgynevezett Palaiologosz-reneszánsz stílusban készültek. Az épületek állagmegóvására eddig nem dolgoztak ki megfelelő terveket, ezért a helyszín felkerült a Veszélyeztetett világörökségi helyszínek listájára. |                             |

| | Koutammakou, a batammaribák vidéke |
| Togo |                                    |
| Kulturális (V)(VI) |                                    |
| Védett terület: 271 826 ha, hivatkozás: 1140 |                                    |
| Az ország északkeleti részén elterülő Koutammakou vidék egy keskeny földnyelv, ami átnyúlik a szomszédos Beninbe. A kultúrtáj megközelítőleg ötszáz négyzetkilométert foglal el és mezőgazdasági területek, erdők, források, sziklák és falvak együtteséből áll. Itt él a batammaribák népe, akiknek vályogtégla toronyházaik az ország jelképévé váltak. Ezek a toronyházak ránézésre kisméretű erődöknek tűnnek. Az épületek tanúsítják, hogy a legegyszerűbb alapanyagokból, a földből és a vízből milyen kifinomult és érdekes alkotások születhetnek. A falvakon belül beavatási szertartásokra és gyűlésekre alkalmas helyszíneket alakították ki. Az épületek nagy része kétszintes és általában egy félgömbben végződő henger alakú magtár tartozik hozzájuk. A házak teteje lapos vagy kúp alakú nádtetős. A kör alaprajzú építmények legtöbbször egy helyiségből állnak és fallal kapcsolódnak egymáshoz. A toronyházak elrendeződése a falvakon belül tulajdonosaik társadalmi helyzetét tükrözik. |                                    |